# Аурелія Добре
Аурелія Добре  (рум. Aurelia Dobre, 6 листопада 1972) — румунська гімнастка, олімпійська медалістка.

## Виступи на Олімпіадах
| Олімпіада | Дисципліна        | Місце              |
| --------- | ----------------- | ------------------ |
| Сеул 1988 | абсолютний залік  | 6                  |
| Сеул 1988 | командний залік   | 2                  |
| Сеул 1988 | вільні врави      | 20T (кваліфікація) |
| Сеул 1988 | опорний стрибок   | 22T (кваліфікація) |
| Сеул 1988 | різновисокі бруси | 7                  |
| Сеул 1988 | колода            | 4T (кваліфікація)  |